# Mine Safety Appliances
Pour les articles homonymes, voir MSA.
Mine Safety Appliances, abrégé MSA, est une entreprise américaine de fabrication d’équipement de protection individuelle.

## Description
MSA est une entreprise de fabrication d’équipements de protection individuelle. Elle possède plusieurs centres de recherche et de développement et plusieurs sites de production. Présents sur le marché dans plus de 140 pays, elle travaille pour divers secteurs économiques tels que l’industrie agroalimentaire, l’industrie chimique, l’industrie minière, le BTP, la sécurité civile, les différents services publics de l’État (police, pompiers, militaires, etc.), l’industrie pétrolière, etc.
Sa gamme de produits (appareils respiratoires filtrants, appareils respiratoires isolants, casques, casques antibruits, combinaisons, lunettes de protection, etc.) permet de protéger certaines parties du corps humain (yeux, visage, tête, oreilles, etc.) ou son intégralité suivant l’application voulue.